# Cratere Lagalla

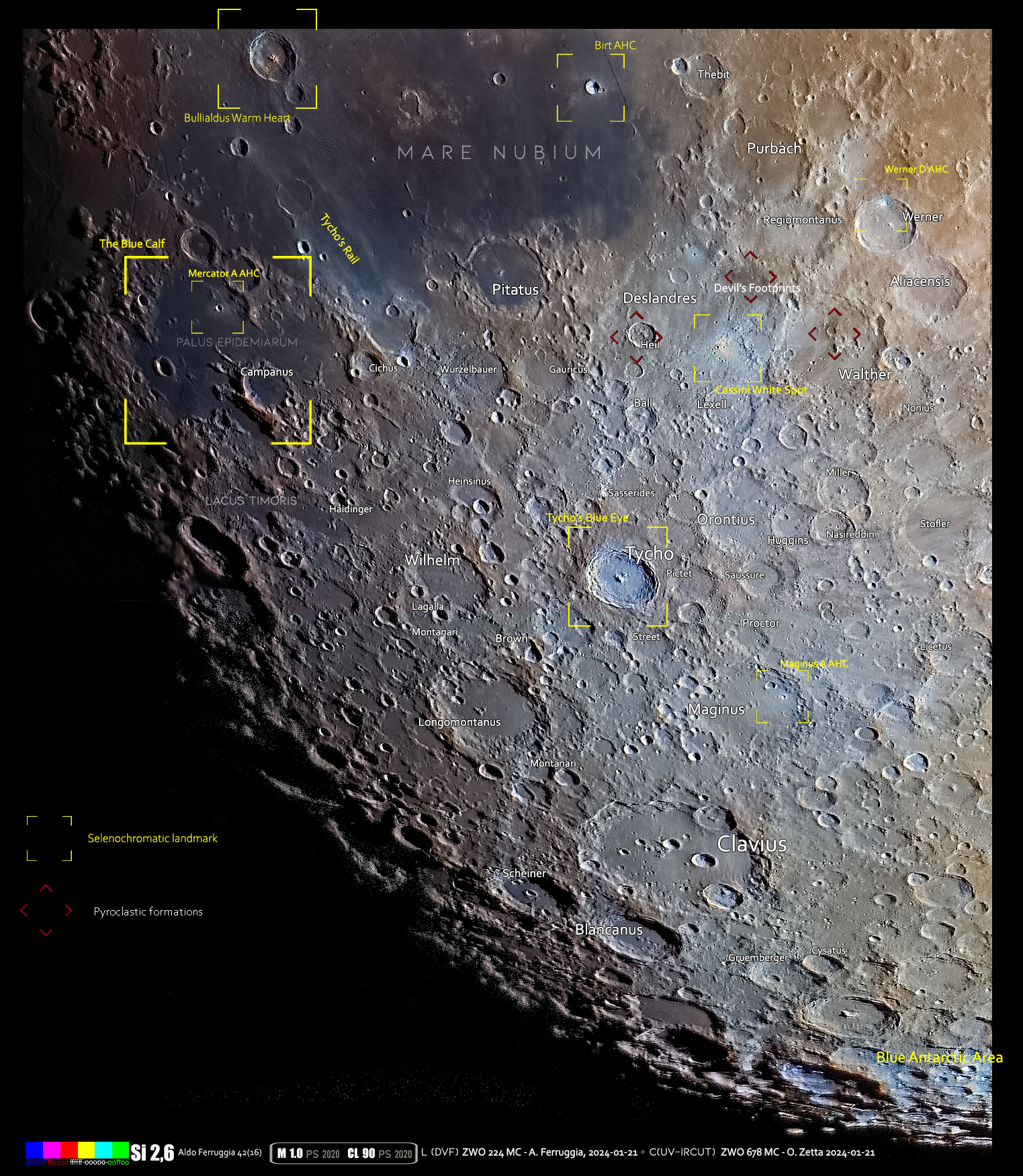
Area del cratere in formato selenocromatico

Lagalla è un cratere lunare di 88,78 km situato nella parte sud-occidentale della faccia visibile della Luna, a nordovest del cratere Montanari cui è collegato.
Risulta pesantemente danneggiato dai successivi impatti. Il cratere Wilhelm si sovrappone parzialmente sul bordo nord-orientale. Il resto del bordo è fortemente eroso, con piccoli crateri che si sovrappongono lungo la maggior parte del perimetro. Il bordo è quasi inesistente a sud mentre la parte più intatta è a nord-ovest. Lagalla F, un cratere satellite irregolare, è attaccato al bordo occidentale. Il fondo interno è irregolare ma senza particolari forme.
Il cratere è dedicato al filosofo italiano Giulio Cesare Lagalla.

## Crateri correlati
Alcuni crateri minori situati in prossimità di Lagalla sono convenzionalmente identificati, sulle mappe lunari, attraverso una lettera associata al nome.
| Lagalla | Coordinate            | Diametro (in km) |
| ------- | --------------------- | ---------------- |
| F       | 44°37′48″S 25°19′12″W | 29,14            |
| H       | 44°25′48″S 27°06′36″W | 5,52             |
| J       | 46°06′00″S 25°05′24″W | 21,82            |
| K       | 43°38′24″S 24°22′48″W | 10,3             |
| M       | 46°40′48″S 25°48′00″W | 6,16             |
| N       | 44°58′48″S 26°06′36″W | 11,56            |
| P       | 45°12′S 24°27′W       | 10,09            |
| T       | 47°23′24″S 26°38′24″W | 6,98             |
| V       | 46°55′12″S 24°18′00″W | 5,18             |